# پیمان منع گسترش سلاح‌های هسته‌ای
پیمان منع گسترش سلاح‌های هسته‌ای (به انگلیسی: Treaty on the Non-Proliferation of Nuclear Weapons) یا معاهدۀ عدم اشاعه یا به اختصار ان‌پی‌تی (به انگلیسی: Non-Proliferation Treaty or NPT) در دوران جنگ سرد، در ژانویه ۱۹۶۷ میلادی برابر با ۱۳۴۷ هجری خورشیدی به صورت محدود بین چند کشور جهان منعقد شد. این پیمان کشورهای جهان را به دو طبقۀ برخوردار (کشورهای دارای سلاح هسته‌ای) و غیربرخوردار (کشورهای فاقد سلاح هسته‌ای) تقسیم می‌کند. ایران نیز دومین کشور آسیایی پس از ژاپن بود که به‌دستور محمدرضا پهلوی، شاه وقت ایران این معاهده را امضا کرد.

طبق تعریف کشورهای برخوردار، شامل کشورهایی هستند که تا پیش از اول ژانویه ۱۹۶۷ برابر با ۱۱ دی ۱۳۴۷ سلاح هسته‌ای یا دیگر وسایل منفجره هسته‌ای را تولید و منفجر کرده باشند. طبق این تعریف چین، فرانسه، روسیه، بریتانیا و آمریکا (اعضای دائمی شورای امنیت) به‌طور رسمی دارای سلاح هسته‌ای شدند. تا کنون ۱۸۹ کشور جهان با امضای آن به پیمان‌نامه پیوسته‌اند. هند و پاکستان، سودان جنوبی و اسرائیل این پیمان‌نامه را نپذیرفته‌اند. کرۀ شمالی نیز پس از نقض پیمان در نهایت از این پیمان‌نامه خارج شد.
طبق این معاهده کشورهای دارای سلاح هسته‌ای نباید به‌طور مستقیم یا غیرمستقیم به کشورهای غیر برخوردار در راه تحصیل این سلاح کمک کنند و کشورهای غیربرخوردار متعهد می‌شوند تا در این راه تلاش نکنند، هر چند به موجب ماده ۴ برخوردارها متعهد شده‌اند که فناوری هسته‌ای صلح آمیز را در اختیار غیر برخوردارها قرار دهند.

## اهداف
جلوگیری از گسترش سلاح‌های هسته‌ای و پیگیری مذاکرات خلع سلاح هسته‌ای یکی از اهداف مهم پیمان مزبور به‌شمار می‌رود. همچنین یاری‌رسانی به کشورهای غیر هسته‌ای در راه به‌کارگیری فناوری صلح آمیز هسته‌ای یکی دیگر از اهداف این پیمان بین‌المللی است.

## نقش ایران در تدوین ان‌پی‌تی
دیپلمات‌های ایرانی از جمله منوچهر زلی، منوچهر فرتاش، صادق صدریه و جعفر ندیم از ابتدا در تدوین پیمان منع گسترش سلاح‌های هسته‌ای دخیل بودند. فرآیند تأیید آن ۱۸ ماه به طول انجامید که در طی آن پیمان در وزارت امور خارجه مورد بررسی قرار گرفت، توسط کابینه بحث شد، به طور گسترده‌ای در رسانه‌ها مورد توجه قرار گرفت و در نهایت توسط دو مجلس شورای ملی و سنا به تصویب رسید. 
ایران در جایگاه یکی از بنیان‌گذاران پیمان منع گسترش سلاح‌های هسته‌ای بود و به همین دلیل ریاست کمیته خلع سلاح سازمان ملل متحد را به مدت هشت سال بر عهده گرفت. در سال ۱۹۷۱ میلادی، زمانی که ایران پیشنهاد «خاورمیانه عاری از سلاح هسته‌ای» را مطرح کرد، این کار را به پشتوانۀ نقش برجسته‌اش در تدوین ان‌پی‌تی انجام داد.

## خروج از پیمان
مادۀ ده به یک دولت اجازه می‌دهد «اگر احساس کند موارد فوق‌العاده‌ای در رابطه با موضوعات این پیمان، منافع حیاتی کشورش را به مخاطره انداخته‌است» از آن خارج شود، و ۹۰ روز زودتر این را اطلاع دهد. چنین دولتی ملزم به ارائه دلایل برای خروج از ان‌پی‌تی در این اطلاع است.
ناتو استدلال می‌کند در صورتی که این پیمان دیگر قابل اعمال نباشد وضعیت «جنگ عمومی» وجود دارد که عملاً به دولت‌های درگیر اجازه می‌دهد بدون اطلاع آن را ترک کنند. این استدلال برای پشتیبانی از سیاست به اشتراک گذاری سلاح‌های هسته‌ای ناتو ضروری است. استدلال ناتو بر اساس عبارت «لزوم به‌کارگیری حداکثر تلاش برای جلوگیری از خطر وقوع چنین جنگ‌هایی» در مقدمه پیمان است که به خواست دیپلمات‌های آمریکایی گذاشته شده و استدلال می‌کند که در آن زمان پیمان در ایفای کارکرد خود برای پیشگیری از یک جنگ عمومی ناکام مانده و بدین ترتیب دیگر الزام‌آور نخواهد بود.
کرۀ شمالی نیز با استفاده از این ماده پیمان اعتراض برانگیخته است. ماده ۱ تنها کشور را به ارائه اطلاع سه ماه پیشتر ملزم می‌کند و به دیگر کشورها امکان زیر سؤال بردن تفسیر آن کشور از «منافع حیاتی کشورش» را نمی‌دهد. در سال ۱۹۹۳، کرۀ شمالی اطلاع خروج از ان‌پی‌تی را داد. به هر روی، کرۀ شمالی پس از ۸۹ روز با آمریکا بر سر متوقف کردن برنامۀ هسته‌اش تحت چارچوب مورد توافق به توافق رسید و اطلاع خروجش را «تعلیق» کرد. در سال ۲۰۰۲، آمریکا کرۀ شمالی را به نقض چارچوب مورد توافق از طریق پی گرفتن یک برنامه مخفی غنی سازی اورانیوم متهم کرد و ارسال محموله‌های نفت سنگین سوختی تحت توافق را معلق کرد. کرۀ شمالی در پاسخ بازرسان آژانس را اخراج، تجهیزات آن را قطع، و در ۱۰ ژانویه ۲۰۰۳ اعلام کرد به تعلیق اطلاع قبلی خود برای خروج از ان‌پی‌تی پایان می‌دهد. کرۀ شمالی گفت تنها یک روز دیگر برای خروج از ان‌پی‌تی کافیست، چرا که پیشتر ۸۹ روز اطلاع داده بوده.
شورای حکام آژانس این تفسیر را رد کرد. بیشتر کشورها بر این باور بودند که یک اطلاع سه‌ماهه جدید لازم است، و برخی این که اطلاع کرۀ شمالی واجد شرایط الزام به «موارد فوق‌العاده» و «منافع حیاتی» مندرج در پیمان بوده را زیر سؤال بردند. بیانیه مشترک ۱۹ سپتامبر ۲۰۰۵ در پایان دور چهارم گفتگوهای شش جانبه از کرۀ شمالی خواست به ان‌پی‌تی «بازگردد» که تلویحاً این را به رسمیت می‌شناخت که این کشور خارج شده.